# 흥해 최씨
흥해 최씨(興海 崔氏)는 경상북도 포항시 흥해읍을 본관으로 하는 한국의 성씨이다.

## 시조
흥해 최씨(興海 崔氏)의 시조 최호(崔湖)는 고려 의종, 명종조에 삼중대광 문하시중(三重大匡 門下侍中)ㆍ신호위상장군(神虎衛上將軍) 등을 역임하였으며, 삼한벽상공신(三韓壁上功臣)에 책훈되고 곡강부원군(曲江府院君, 곡강은 흥해의 다른이름)에 봉해졌다.

## 본관
흥해(興海)는 경상북도 포항시에 속해있는 지명으로, 본래 신라의 퇴화군(退火郡)인데 신라 경덕왕이 의창군(義昌郡)으로 고쳤고, 고려 초에 흥해(興海)로 고쳐 현종때 경주부(慶州府)에 속하였으며, 조선시대에도 그대로 내려왔고, 1896년 경상북도 흥해군이 되었다. 1914년 군면 폐합으로 흥해군이 6개면으로 분면되어 폐지되고 영일군(迎日郡)에 병합되었다. 1995년 영일군이 포항시에 병합되었고 북구로 신설되어 통합되었다.

## 분파
흥해 최씨는 김해파(金海波), 밀양파(密陽派), 거창파(居昌派), 자인파(慈仁派), 경산파(慶山派), 나주파(羅州派), 대구파(大邱派), 사량파(思良派), 청도파(淸道派), 노산파(魯山派), 시흥파(始興派), 합천파(陜川派), 이천파(利川派), 하대대파(下大垈派), 서울파, 양평파(楊平派) 등의 지파가 있다.
- 문하시중(門下侍中) 최천하(崔天河)
  - 시중공파(侍中公派)
  - 중랑장공파(中郞將公派)
- 밀직사(密直司) 최천장(崔天藏)
- 현령(縣令) 최천지(崔天沚)
  - 현령공파(縣令公派)
- 최우종(崔佑鍾)
  - 군사공파(郡事公派)

### 직계 분적된 성씨 본관
흥해 최씨에서 직계 분적된 성씨 본관으로는 곡강 최씨가 있다.

## 인물
- 최연 - 조선의 세종 때 사성을 지내고 벼슬이 직제학에 이르렀다.
- 최팔개 - 조선 임진왜란 때 의병을 모집하여 왜군과 격전하다가 장렬하게 전사하였다.
- 최팔원 - 조선 선조 때 문과에 급제하여 봉사를 거쳐 박사에 재임중 임진왜란을 당하여 형 최팔개와 함께 전장에 참여하였으며 부산진에서 장렬히 전사하여 흥해최씨의 가문을 빛냈다.
- 최응담 - 조선 임진왜란 때 의병장, 진중에서 얻은 병으로 나이 30에 일생을 마쳤다.
- 흥해 최씨 29대손